# Laagri (Tallinn)
Laagri is een subdistrict of wijk (Estisch: asum) binnen het stadsdistrict Nõmme in Tallinn, de hoofdstad van Estland. De wijk telde 863 inwoners op 1 januari 2020. De oppervlakte bedraagt 0,41 km²; de bevolkingsdichtheid is dus ongeveer 2.100/km².

## Geschiedenis
De wijk Laagri hoorde tot 1968 bij de vlek Laagri in de gemeente Saue vald. Laagri is een verzelfstandigd deel van het dorp Pääsküla. Het dorp kreeg zijn naam toen er tijdens de Eerste Wereldoorlog een krijgsgevangenenkamp werd ingericht. De naam Laagri was afgeleid van het Russische woord лагерь, dat op zijn beurt was overgenomen van het Duitse Lager. In 1928 kreeg dit deel van Pääsküla officieel de naam Laagri. Pääsküla zelf was in 1923 al bij de toenmalige gemeente Nõmme gevoegd; Laagri bleef bij die herindeling bij Saue vald.
Na de Tweede Wereldoorlog groeide Laagri sterk. De model-kolchoz Lenin was hier gevestigd en trok veel arbeiders aan. In 1968 werd het noordelijk deel van Laagri, ten noorden van de rivier Pääsküla, bij Tallinn gevoegd. Dat is sindsdien de wijk Laagri. De wijk blijft wat aantal inwoners betreft ver achter bij de vlek (863 tegen 5.541 in 2020).
Net als de aangrenzende wijk Pääsküla bestaat Laagri vooral uit vrijstaande huizen met veel groen ertussen.

## Vervoer
De oostgrens van de wijk wordt gevormd door de grote weg Pärnu maantee.
In de Eerste Wereldoorlog kreeg het krijgsgevangenenkamp Laagri een tijdelijke halte aan de spoorlijn Tallinn - Paldiski. In 1918 werd deze gesloten, maar in 1932 kreeg het dorp weer een station, station Laagri, dat in 1968 meeging naar Tallinn. Het stationsgebouw werd in 1994 geheel vernieuwd, maar in 1998 alweer gesloten. In oktober 2009 is het gesloopt. Sluiting en sloop hadden geen gevolgen voor de treindienst. Het station wordt bediend door Elron.
Laagri heeft ook een aantal buslijnen naar andere wijken van Tallinn. De meeste bussen komen uit de vlek Laagri door de wijk Laagri.

## Foto's

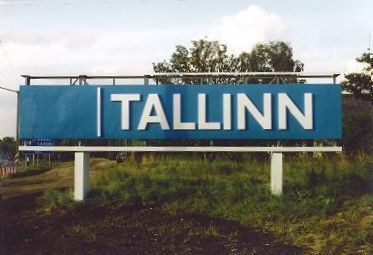
Plaatsnaambord Tallinn aan de Pärnu maantee
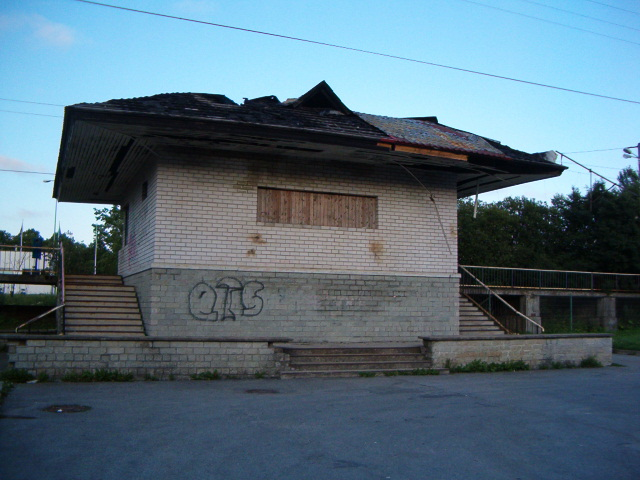
Het stationsgebouw van Laagri, drie maanden voor de sloop
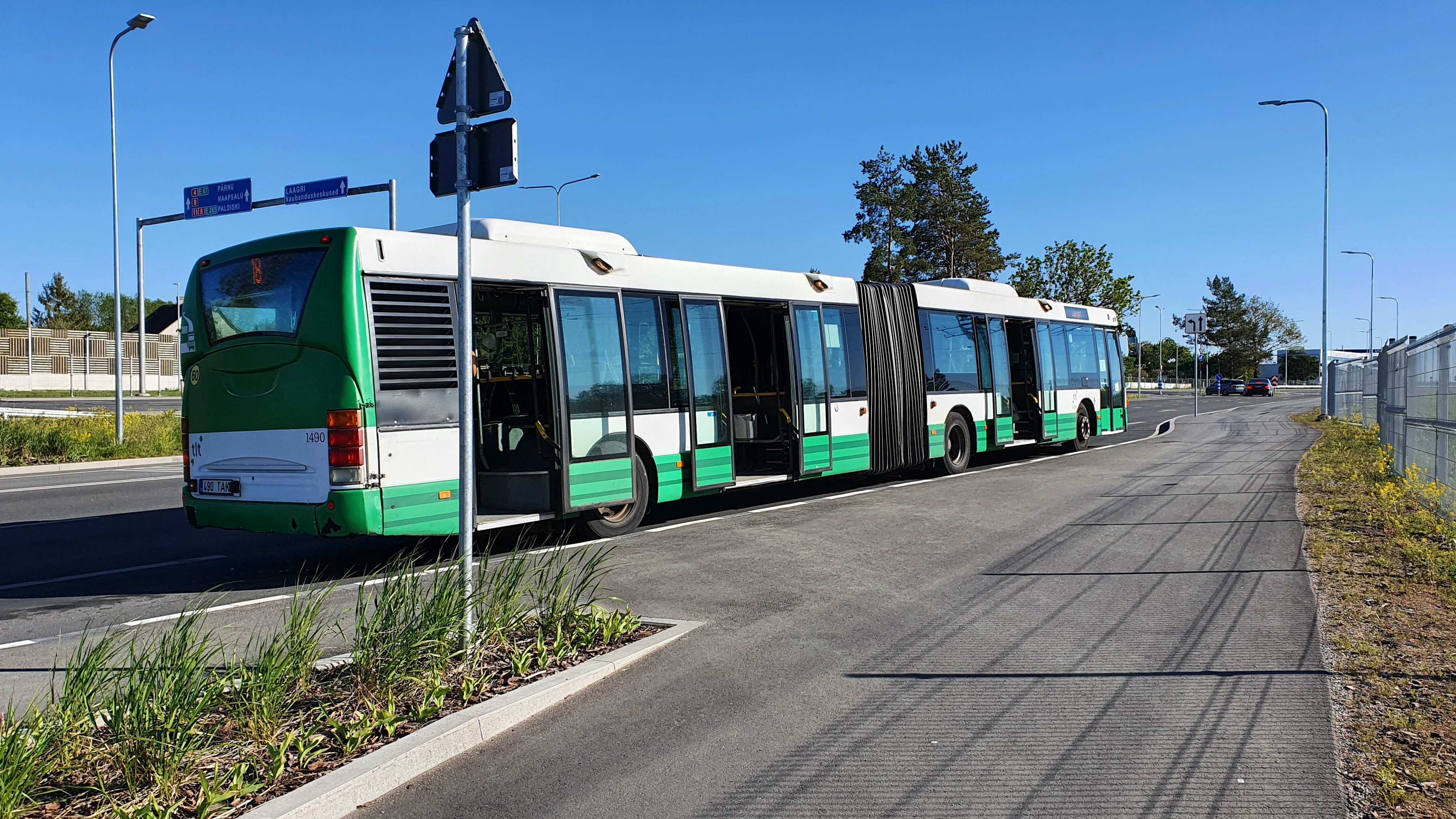
Een Scania-bus van lijn 18, gefotografeerd in Laagri

Hiiu · Kivimäe · Laagri · Liiva · Männiku · Nõmme · Pääsküla · Rahumäe · Raudalu · Vana-Mustamäe